# (6526) Matogawa
(6526) Matogawa (1992 TY) – planetoida z pasa głównego asteroid okrążająca Słońce w ciągu 3,3 lat w średniej odległości 2,22 j.a. Odkryta 1 października 1992 roku.